# Floorball-Bundesliga 2015/16
Die Floorball-Bundesliga 2015/16 war die 22. Spielzeit um die deutsche Floorball-Meisterschaft auf dem Großfeld der Herren. Der UHC Weißenfels ging als Titelverteidiger in die Saison.
Die Saison begann am 19. September 2015.

## Teilnehmer
- UHC Sparkasse Weißenfels (Meister & Pokalsieger)
- Red Devils Wernigerode
- MFBC Leipzig
- Floor Fighters Chemnitz
- BAT Berlin
- VfL Red Hocks Kaufering
- ETV Piranhhas
- TV Lilienthal
- SC DHfK Leipzig (Aufsteiger)
- USV Halle Saalebiber (Aufsteiger)

## Modus
In der Hauptrunde spielt jedes Team jeweils zweimal (Hin- und Rückspiel) gegen jedes andere. In den Play-offs spielt zunächst der 3. gegen den 6. und der 4. gegen den 5. in einem Best-of-3-Modus. Die beiden Gewinner spielen dann gegen den 2. bzw. 1. um den Finaleinzug. Im Finale wird dann der Deutsche Floorball-Meister ermittelt.
Die letzten vier Mannschaften der Tabelle nach der Hauptrunde müssen in die Play-downs. Dort spielt der 7. gegen den 10. und der 8. gegen den 9. in einem Best-of-3-Modus. Dabei erhält der niedriger Platzierte im 1. Spiel das Heimrecht. Die beiden Verlierer spielen dann ebenfalls in einem Best-of-3-Modus. Jener Verlierer steigt ab und der Gewinner kämpft dann gegen den Gewinner der Play-offs der 2. Bundesligen um den Ligaerhalt.

## Tabelle
| Pl.  | Verein                           | Sp. | S  | U  | N  | SDS | SDN | Tore    | Diff. | Pkt. |
| ---- | -------------------------------- | --- | -- | -- | -- | --- | --- | ------- | ----- | ---- |
| 01.  | UHC Sparkasse Weißenfels (M) (P) | 18  | 18 | 0  | 0  | 0   | 0   | 277:620 | +215  | 54   |
| 02.  | TV Lilienthal                    | 18  | 14 | 0  | 02 | 02  | 0   | 142:960 | +046  | 46   |
| 03.  | Red Devils Wernigerode           | 18  | 10 | 01 | 06 | 0   | 01  | 135:102 | +033  | 32   |
| 04.  | MFBC Leipzig                     | 18  | 10 | 0  | 08 | 0   | 0   | 138:104 | +034  | 30   |
| 05.  | BAT Berlin                       | 18  | 09 | 01 | 08 | 0   | 0   | 104:102 | +02   | 28   |
| 06.  | VfL Red Hocks Kaufering          | 18  | 08 | 0  | 08 | 0   | 02  | 104:134 | –030  | 26   |
| 07.  | ETV Piranhhas                    | 18  | 06 | 0  | 09 | 01  | 02  | 086:145 | –059  | 22   |
| 08.  | Floor Fighters Chemnitz 1        | 18  | 06 | 0  | 11 | 01  | 0   | 105:151 | –046  | 17   |
| 09.  | SC DHfK Leipzig (N)              | 18  | 02 | 0  | 16 | 0   | 0   | 077:179 | –102  | 06   |
| 010. | USV Halle Saalebiber (N)         | 18  | 01 | 0  | 16 | 01  | 0   | 081:174 | –093  | 05   |

| Legende                     |
| --------------------------- |
| Teilnahme an den Play-offs  |
| Teilnahme an den Play-downs |
| (M) Titelverteidiger        |
| (P) Pokalsieger             |
| (N) Aufsteiger              |

## Play-offs
Alle Spiele werden im Best-of-three-Modus gespielt, wobei die zuerst genannte Mannschaft für das erste Spiel Heimrecht besitzt und die zweite genannte für die anderen beiden Spiele.

### Vorrunde
|                         | Gesamt |                        | Spiel 1 | Spiel 2 | Spiel 3 |
| ----------------------- | ------ | ---------------------- | ------- | ------- | ------- |
| VfL Red Hocks Kaufering | 0:2    | Red Devils Wernigerode | 1:4     | 3:9     |         |
| BAT Berlin              | 0:2    | MFBC Leipzig           | 4:5     | 2:9     |         |

### Halbfinale
|                        | Gesamt |                          | Spiel 1 | Spiel 2 | Spiel 3 |
| ---------------------- | ------ | ------------------------ | ------- | ------- | ------- |
| Red Devils Wernigerode | 0:2    | TV Lilienthal            | 5:7     | 4:5     |         |
| MFBC Leipzig           | 0:2    | UHC Sparkasse Weißenfels | 6:10    | 4:10    |         |

### Spiel um Platz 3
|                        | Gesamt |              | Spiel 1 |
| ---------------------- | ------ | ------------ | ------- |
| Red Devils Wernigerode | 0:1    | MFBC Leipzig | 5:10    |

### Finale
|               | Gesamt |                          | Spiel 1 | Spiel 2 | Spiel 3 |
| ------------- | ------ | ------------------------ | ------- | ------- | ------- |
| TV Lilienthal | 0:2    | UHC Sparkasse Weißenfels | 4:8     | 3:5     |         |

Somit ist der UHC Sparkasse Weißenfels deutscher Meister 2016.

## Play-downs

### Halbfinale
|                      | Gesamt |                         | Spiel 1 | Spiel 2 | Spiel 3 |
| -------------------- | ------ | ----------------------- | ------- | ------- | ------- |
| USV Halle Saalebiber | 0:2    | ETV Piranhhas           | 1:5     | 5:6     |         |
| SC DHfK Leipzig      | 1:2    | Floor Fighters Chemnitz | 4:8     | 8:7     | 4:6     |

### Abstiegsfinale
|                      | Gesamt |                 | Spiel 1 | Spiel 2 | Spiel 3 |
| -------------------- | ------ | --------------- | ------- | ------- | ------- |
| USV Halle Saalebiber | 0:2    | SC DHfK Leipzig | 2:7     | 2:8     |         |

Somit ist der USV Halle Saalebiber in die 2. Floorball-Bundesliga abgestiegen.

### Relegation
|                 | Gesamt |                   | Spiel 1   | Spiel 2 | Spiel 3 |
| --------------- | ------ | ----------------- | --------- | ------- | ------- |
| SC DHfK Leipzig | 0:2    | Eiche Horn Bremen | 5:6 n. V. | 6:9     |         |

Somit ist der SC DHfk Leipzig in die 2. Floorball-Bundesliga abgestiegen und der TV Eiche Horn Bremen aufgestiegen.